# Mometasona
Mometasona é um fármaco utilizado pela medicina como corticosteroide de média potência em rinites, e alta potência exudativa anti-inflamatória em dermatoses e dermatites. O fármaco induz a produção de proteínas inibidoras da fosfolipase A2.
A versão para tratamento da rinite é vendida pelo nome comercial de Nites.